# 横森久
横森 久（よこもり ひさし、1928年9月10日 - 1981年4月18日）は、日本の俳優、声優。妻は女優の川口敦子。
東京府豊多摩郡杉並町（現東京都杉並区）出身。劇団俳優座に所属していた。

## 来歴・人物
早稲田大学第一文学部卒業後、劇団俳優座養成所に第2期生として入団。同期には小林昭二、滝田裕介などがいる。1953年の卒業と同時に正式に俳優座に入団。舞台の傍ら映画、テレビにも出演するようになり、インテリタイプの悪役として注目され、悪役を演じる機会が多くなっていった。また、アニメ、洋画吹き替えなど声優としても活動した。ジェームズ・メイソンの声を吹き替えることが多かった。
川口敦子とは1957年に結婚し、一女がいた。
1981年4月18日15時28分、肝不全のため、入院先の慶應義塾大学病院で死去。52歳没。

## 後任
| 代役・後任 | 役名                     | 作品                                  | 代役・後任の初出演 |
| ---------- | ------------------------ | ------------------------------------- | ------------------ |
| 田原アルノ | エリック・ロジャック博士 | 『スパイ大作戦 地下百メートルの円盤』 | 完全版追加収録部分 |
| 田原アルノ | ステファン・ミクロス     | 『スパイ大作戦 欺瞞作戦』             | 完全版追加収録部分 |
| 糸博       | ネイロン将軍             | 『スパイ大作戦 幻の契約書』           | 完全版追加収録部分 |

## 出演作品

### 映画
- 森は生きている（1956年、独立映画）
- 城ケ島の雨（1959年、東宝）
- 悪い奴ほどよく眠る（1960年、東宝）
- 白と黒（1963年、東宝）
- スパイ（1965年、大映）
- 獣の剣（1965年、松竹）
- 夜のバラを消せ（1966年、日活）
- ゴー! ゴー! 若大将（1967年、東宝）
- 復讐の歌が聞える（1968年、松竹）
- 人間革命（1973年、東宝）
- 密約―外務省機密漏洩事件（1978年、アニープラネット） - 検事A
- 二百三高地（1980年、東映）

### テレビドラマ
- 風雪（NHK）
  - 第6回「郵便往来」（1964年） - 郵便局局長
  - 第11回「紳士の御旗」（1964年） - 政治家
- ザ・ガードマン（TBS / 大映テレビ室）
  - 第36話「醜聞」（1965年）
  - 第63話「女ひとり」（1966年）
  - 第124話「ざくろ沼の恐怖」（1967年）
  - 第162話「一億円交響楽」（1968年）
  - 第168話「白い手の恐怖」（1968年）
  - 第203話「怪談・呪いの館」（1969年）
  - 第233話「殺人ガスの恐怖が降ってくる」（1969年）
  - 第251話「狂女が乗った殺人自動車」（1970年）
  - 第260話「二人の妻を持つ夫」（1970年）
  - 第267話「幽霊船 死の海を行く」（1970年）
- ナショナルゴールデン劇場 / 逃亡（1966年、NET）
- 銭形平次 (大川橋蔵)
  - 第114話「山刃の掟」（1968年） - 進藤半九郎
  - 第768話「平次・潜入大作戦」（1981年） - 黒沼将監
- 大河ドラマ（NHK）
  - 天と地と（1969年） - 山本伊予守
  - 樅ノ木は残った（1970年） - 大町備前
  - 勝海舟（1974年） - 大石安左衛門
  - 元禄太平記（1975年） - 藤井紋太夫
  - 風と雲と虹と（1976年） - 藤原惟幾
  - おんな太閤記（1981年）第４回『美濃攻略』、第５回『墨股築城』 - 大沢基康
- 鬼平犯科帳 第1シリーズ 第40話「かわうそ平内」（1970年、NET）- 山名源五郎
- 孤独のメス 第6話「蒸発のブルース」（1969年、TBS / 国際放映）
- 東京バイパス指令 第39話「消えた遭難者」（1969年、NTV / 東宝）
- 天を斬る 第19話「幽鬼」（1970年、NET / 東映） - 島田蔵人
- 燃えよ剣 第24話「北へ」〜第26話「新選組副長土方歳三」（1970年、NET / 東映） - 榎本武揚
- 大忠臣蔵（1971年、NET / 三船プロ） - 潮田又之丞
- 紅つばめお雪 第12話「穴はひとすじ」（1970年、NET）- 角兵ヱ
- 軍兵衛目安箱 第11話「いろはにほへと」（1971年、NET / 東映） - 唐木田
- 霧の旗（1972年、NHK） - 鈴木検事
- 水戸黄門（TBS / C.A.L）
  - 第2部 第13話「仇討角兵衛獅子 -新庄-」（1970年12月21日） - 早川典膳
  - 第3部 第13話「死をかけた願い -桑名-」（1972年2月21日） - 川井伊賀介
  - 第4部
    - 第5話「黒いひげの黄門さま -長岡-」（1973年2月19日）- 佐久間善三郎
    - 第14話「落ちてきたおしら様 -弘前-」 （1973年4月23日）- 山口三左ヱ門
    - 第28話「庄助さんの娘 -会津若松-」（1973年7月30日）- 梅沢与太夫
    - 第33話「長槍始末記 -古河-」（1973年9月3日） - 北原浅衛門

  - 第5部
    - 第5話「苦難を越えて -松本-」（1974年4月29日） - 時山勘兵衛
    - 第11話「弥七の幽霊 -福知山-」（1974年6月10日） - 河瀬主水正

  - 第6部
    - 第9話「偽黄門さまの助太刀 -福岡-」（1975年5月26日） - 高瀬主水
    - 第24話「うなぎ屋の助太刀 -浜松-」（1975年9月8日） - 田沢雄之助

  - 第7部 第16話「突っ走れ!! 韋駄天野郎 -鶴岡-」（1976年9月6日） - 稲葉勘十郎
  - 第8部
    - 第5話「秘密を握られた男 -清水-」（1977年8月15日） - 榊原主水正
    - 第22話「海鳴り龍王岬 -高知-」（1977年12月12日） - 久礼野源八郎

  - 第9部
    - 第11話「過去をもつ男 -酒田-」（1978年10月16日） - 新山典膳
    - 第25話「黄門さまの天狗退治 -館林-」（1979年1月22日） - 芹沢平太夫

  - 第10部 第1話「おあずけ喰った結婚式 -水戸・江戸-」（1979年8月13日） - 今川式部大輔
  - 第11部
    - 第9話「隠密津軽凧 -弘前-」（1980年10月13日） - 板倉内膳
    - 第20話「出世を願った嫁いびり -行田-」（1980年12月29日） - 酒井主膳

  - 第12部 第14話「金毘羅様の鬼退治 -丸亀-」（1981年11月30日） - 飯山玄蕃
- 遠山の金さん捕物帳（NET / 東映）
  - 第28話「亭主を追う女」（1971年） - 軍次
  - 第106話「女房と二度別れた男」（1972年） - 大黒屋宗兵衛
  - 第158話「見捨てられなかった男」（1973年） - 旗野武太夫
- 恐怖劇場アンバランス 第6話「地方紙を買う女」（1973年、CX / 円谷プロ） - 甲信新聞デスク
- 子連れ狼 第20話「八門遁甲の陣」（1973年、NTV / ユニオン映画） - 井出南州
- 大岡越前（TBS / C.A.L）
  - 第3部
    - 第2話「江戸わずらい」（1972年6月12日） - 半兵ヱ
    - 第24話「人情の罠」（1972年11月27日） - 安蔵

  - 第4部 第12話「暗闇八百人町」（1974年12月23日） - 富田屋
- 科学捜査官 第4話「ミクロの証人」（1973年、KTV / 松竹）- 浅石土木建設社長・浅石健蔵
- 江戸を斬る 梓右近隠密帳 第8話「喜内のにわか彦左」（1973年、TBS / C.A.L） - 後藤半右衛門
- 江戸を斬るII （1975年、TBS / C.A.L]） - 本庄茂平次
- 白い牙 第3話「悪名悲歌・有光洋介」（1974年、NTV / 大映テレビ） - 暴力団のボス
- 大盗賊 第10話「涙で掟を守れ!」（1974年、CX / 国際放映）
- 運命峠 第10話「一殺多生剣」（1974年、KTV / 東映） - 原勘解由
- プレイガールQ  第17話「女は裸で強くなる」（1975年、12ch / 東映） - 宮永
- 長崎犯科帳 第3話「彼奴は医者か殺し屋か」（1975年、NTV / ユニオン映画） - 音羽屋徳兵衛
- はぐれ刑事 第10話「本ボシ」（1975年、NTV / 国際放映） - 高木
- 隠し目付参上（1976年、MBS / 三船プロ）
  - 第10話「鬼も十八 番茶も出花か」 - 川又主税
  - 第20話「怪談 お化けの皮は何枚か」 - 大久保大膳
- 破れ傘刀舟 悪人狩り（NET / 三船プロ） 
  - 第86話「浦賀の花嫁人形」（1975年） - 浦賀奉行・青山左京
  - 第109話「地獄のひまわり」（1976年） - 源七
- 遠山の金さん第39話「松風聴いた母子草」(1976年、NET)   -  太田内膳
- 新・座頭市 第1シリーズ 第8話「雨の女郎花」（1976年、CX / 勝プロ） - 津久井玄蕃
- 新・木枯し紋次郎 第16話「二度と拝めぬ三日月」（1977年、C.A.L / 12ch）- 幻の銀の次
- 必殺シリーズ（ABC / 松竹）
  - 新・必殺仕置人
    - 第12話「親切無用」（1977年） - 稲葉典膳
    - 第29話「良縁無用」（1977年） - 稲葉竜之助

  - 江戸プロフェッショナル 必殺商売人 第6話「手折られ花は怨み花」（1978年） - 越後屋
  - 必殺からくり人 富嶽百景殺し旅 第9話「深川万年橋下」（1978年） - 堀田忠典
  - 翔べ! 必殺うらごろし 第5話「母を呼んで寺の鐘は泣いた」（1979年）- 鐘匠
  - 必殺仕事人
    - 第18話「武器なしであの花魁を殺れるのか?」（1979年） - 玉屋重左ヱ門
    - 第54話「呪い技怪談怨霊攻め」（1980年） - 伊東甚兵衛
- 大江戸捜査網（12ch / 三船プロ）
  - 第115話「隠密同心射たれる!」（1973年） - 繁蔵
  - 第165話「かわら版武士道」（1974年） - 的井河内守
  - 第308話「鉄火芸者 涙の勇み肌」（1977年） - 三隅大膳
  - 第331話「大雪原の決闘!」（1978年） - 島監物
  - 第369話「殺意なき用心棒」（1978年） - 出雲屋
  - 第406話「赤ん坊を狙う暗殺者」（1979年） - 稲葉仙八郎
  - 第427話「花嫁絶唱 地獄の情け船」（1980年） - 二階堂備前守
  - 第452話「女の涙か夏の嵐」（1980年） - 石倉多門
  - 第464話「美女誘拐 秘められた過去」（1980年） - 夜狐の五郎蔵
  - 第476話「運命に泣く幸薄き女」（1981年） - 水神の茂造
- 大都会 PARTII 第28話「狙撃」（1977年、NTV / 石原プロ） - 小岩重吉
- 桃太郎侍（NTV / 東映）
  - 第57話「達磨と鬼神がやって来た!」（1977年） - 血煙の半蔵
  - 第149話「仁兵衛が惚れたお母ちゃん」（1979年） - 豊田監物
  - 第201話「当るも八卦 当らぬも八卦」（1980年） - 白井左近
- 特捜最前線（ANB / 東映） - 保科警視正
  - 第44話「非情の罠・金、女、賭博!?」（1978年）
  - 第51話「凶弾II・面影に手錠が光る!」（1978年）
  - 第114話「サラ金ジャック・射殺犯桜井刑事!」（1979年）
  - 第136話「誘拐I・貯水槽の恐怖!」（1979年）
- 破れ奉行（ANB / 中村プロ）
  - 第10話「愛と憎しみの挽歌」（1977年） - 西国屋
  - 第36話「待伏せ！老中暗殺」（1977年） - 朝倉主水
- 太陽にほえろ! （NTV / 東宝）
  - 第296話「ミスプリント」（1978年） - 伊原編集長
  - 第322話「誤射」（1978年） - 朝吹警視
  - 第342話「何故」（1979年） - 検事
  - 第395話「爆破魔」（1980年） - 警察幹部
  - 第432話「スリ学入門」（1980年） - スリ担当刑事
- 日本の戦後 第10話「オペラハウスの日章旗 サンフランシスコ講和会議」（1978年、NHK） - 辰巳栄一
- 土曜ワイド劇場 / 偽せもの同志（1978年、ANB）
- 江戸の鷹 御用部屋犯科帖 第30話「怪奇! 八ツ目洞窟の隠し金」（1978年、ANB / 三船プロ） - 久坂若狭守
- 江戸の渦潮 第1話「父子同心」（1978年、CX / 東宝）
- 大追跡 第19話「ご不要な亭主始末します」（1978年、NTV / 東宝） - 奥田
- 大空港（CX / 松竹）
  - 第8話「空からの殺人者」（1978年） - 大東会々長・太田正明
  - 第45話「愛の墓標 次に消されるのはどいつだ!」（1979年） - 安達部長刑事（港南署）
  - 第71話「銃声は風に哭いた さらば愛しき女よ」（1980年） - 笹山会長
- Gメン'75（TBS / 東映）
  - 第162話「女子大生と警官の異常な関係」（1978年） - 捜査主任
  - 第164話「消えた乳母の赤ちゃん」（1978年） - 刑事
  - 第182話「赤ちゃん盗難事件」（1978年） - ケースワーカー
  - 第187話「爆弾を持ったサンタクロース」（1978年） - 太田
  - 第201話・第202話「Gメン対香港カラテ軍団（前・後編）」（1979年） - 孫明生
  - 第221話「海抜3170米の空中ブランコ」（1979年） - 大木源造
  - 第235話「師走のトリック殺人」（1979年） - 久保周造
  - 第298話「ヌードカメラマン殺人事件」（1981年） - 宇野刑事
- 吉宗評判記 暴れん坊将軍（ANB / 東映）
  - 第9話「義賊江戸を走る」（1978年） - 橋本内膳
  - 第45話「寿限無寿限無のニセ小判」（1978年） - 工藤帯刀
  - 第71話「日本一の名づけ親」（1979年） - 堀大膳
  - 第89話「花も恥じらう一番手柄!」（1979年） - 宇野兵庫
- 同心部屋御用帳 江戸の旋風IV 第15話「母娘びな」（1979年、CX / 東宝） - 篠崎の重吉
- ザ・スーパーガール 第25話「さらば女豹 女がすべてを賭ける時」（1979年、12ch / 東映） - 権藤
- 駆け込みビル7号室 第8話「標的を撃ち落せ! 恋の代償は高かった」（1979年、CX / 三船プロ） - 小島
- 雪姫隠密道中記 第5話「地獄で聞いた鈴音 -下関-」（1980年、MBS / S.H.P） - 梶間三右衛門
- 服部半蔵 影の軍団 第17話「生きていた闇将軍」（1980年、KTV] / 東映） - 浪花屋左衛門
- 関ヶ原（1981年、TBS） - 伊奈昭綱
- 闇を斬れ 第2話「春風に泣いた血汐花」（1981年、KTV / 松竹） - 堂前伊勢守
- 江戸の用心棒 第3話「娘が消えた」（1981年、CX / 東宝 / 映像京都） - 芳之助
- 時代劇スペシャル 「風車の浜吉捕物綴」（1981年、CX）
- あいつと俺 第8話「雪山に埋めた殺意 -八ヶ岳・原村-」（1984年、12ch / 勝プロ）※1980年制作

### 吹き替え

#### 俳優
- ジェームズ・メイソン
  - 殺し
  - ゼンダ城の虜 ※東京12チャンネル版
  - 北北西に進路を取れ ※テレビ東京版
  - ロリータ ※東京12チャンネル版
- ピーター・カッシング
  - 吸血鬼ドラキュラ ※NET版
  - 狂ったメス
  - 妖女ゴーゴン ※NET版

#### 洋画
- 赤と黒（ラ・モール侯爵〈ジャン・メルキュール〉）
- 運命の饗宴（シャルル・ボワイエ）
- エマニエル夫人（マリオ〈アラン・キューニー〉）※テレビ朝日初回放送版（思い出の復刻版BD収録）
- 怪奇ミイラ男（ジャイルス卿〈ジャック・ギリム〉）※NET版
- 風と共に去りぬ（ミード医師〈ハリー・ダヴェンポート〉）※日本テレビ旧録版
- コンドル（ジョベア〈マックス・フォン・シドー〉）※テレビ朝日旧録版（BD収録）
- さよなら，おんぼろアン（エド・フランダース）
- シェナンドー河（チャーリー・アンダーソン〈ジェームズ・ステュアート〉）※TBS版
- 自由への闘い（NHK放送時のタイトルは、「栄光に死す」） （ケント・スミス）
- スター・ウォーズ エピソード5/帝国の逆襲（ファーマス・ピエット提督〈ケネス・コリー〉）※劇場公開版（DVDリミテッドエディション収録）
- 生活の悦び（ダン〈ダクラス・フェアバンクス・ジュニア〉）
- 007 ドクター・ノオ（ドクター・ノオ〈ジョセフ・ワイズマン〉）※TBS版
- 戦闘機対戦車（アーノルド・マクミラン少佐〈ロイ・シネス〉）
- トレント最後の事件（マーロウ〈ジョン・マッカラム〉）
- バグダッドの盗賊（ジャファー〈コンラッド・ファイト〉）※NHK版
- パピヨン（バロット刑務所所長〈ウィリアム・スミザーズ〉）※テレビ朝日版（愛蔵版DVD&BD収録）
- バルジ大作戦（コンラート伍長〈ハンス・クリスチャン・ブレヒ〉）※テレビ朝日版（DVD収録）
- ファントマ 危機脱出（ファンドール〈ジャン・マレー〉）※TBS旧録版
  - ファントマ 電光石火 ※TBS旧録版
  - ファントマ ミサイル作戦 ※TBS版
- 慕情（キース医師〈マーレイ・マシソン〉）※テレビ朝日版（HDリマスター版DVD収録）

#### 海外ドラマ
- 埋めれられた女（ジョージ・トレスバンド〈ジョセフ・コットン〉）
- おとぎの国「王子と乞食」（マイルズ〈ギグ・ヤング〉）
- 看護婦物語「知恵　おくれ」（マニング〈リチャード・カイリー〉）
- 刑事コロンボ 指輪の爪あと（アーサー・ケニカット会長〈レイ・ミランド〉）
- 警部マクロード「市警本部最悪の日」（カイリー〈バン・ジョンソン〉）
- コンバット! #19（リヒター独軍少佐〈ダン・オハーリー〉） #83（カール衛生兵〈ロバート・デュヴァル〉）
- スパイ大作戦
  - 地下百メートルの円盤（エリック・ロジャック博士〈ミルトン・セルツァー〉）
  - 欺瞞作戦（ステファン・ミクロス〈スティーヴ・イーナット〉）
  - 幻の契約書（ネイロン将軍〈アルバート・ポールセン〉）
- 0011ナポレオン・ソロ（オレ）
- 電撃スパイ作戦　#11(アントロバス博士<ピーター・コプレイ>)
- タイムトンネル「世界の終わり」（アンスレー教授〈グレゴリー・モートン〉）
- 逃亡者
- ルート66 「地球最後の日」（レスリー・ニールソン）
- 歴史を変えた人びと（２） 「アテネの哲人・ソクラテス」（ソクラテス〈エドモンド・オブライエン〉）
- 600万ドルの男「大地震！核爆発2秒前」（コスレンコ中将）

### テレビアニメ
- 鉄腕アトム (アニメ第1作)（1963年 - 1966年、CX / 虫プロ） - 天馬博士、サルタン、空港長・月岡、他

### 劇場アニメ
- 太陽の王子 ホルスの大冒険（1968年、東映動画） - ホルスの父、トト[5]

### ラジオドラマ
- 審判（1963年、文化放送） - 一等航海士